# Kel-Tec SUB-2000
Bei der SUB-2000 handelt es sich um einen Selbstladekarabiner für Pistolenpatronen des US-amerikanischen Herstellers Kel-Tec. Die Waffe ist eine Weiterentwicklung der SUB-9 in neuem Design. Der vermehrte Einsatz von Kunststoffen soll bei gesunkenen Produktionskosten die Haltbarkeit vergrößern.
Gegenüber einer Pistole sieht der Hersteller die Vorteile in einer größeren Reichweite und Präzision. Demgegenüber steht natürlich die größere Bauweise des Karabiners gegenüber einer Pistole.
Die Waffe besteht aus sechs Baugruppen: Lauf, Verschluss, Rahmen, Abzugsgruppe, Schulterstütze und Magazin.

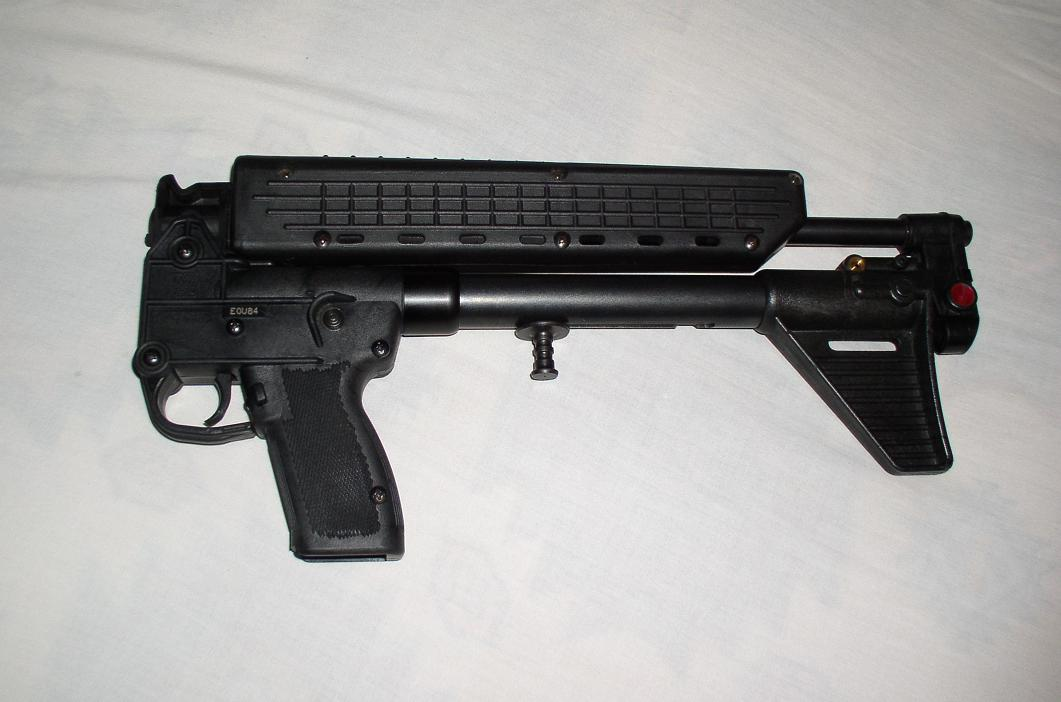
Die SUB-2000 zusammengeklappt

Damit die Waffe leicht zu transportieren ist, kann der Lauf mit dem aus Kunststoff bestehenden Handschutz nach oben/hinten umgeklappt werden. So reduziert sich die Länge der Waffe auf 406 mm.
Es können je nach Ausführung folgende Pistolenmagazine verwendet werden:
- 9 × 19 mm: Glock 17, Glock 19, S&W Model 59, Beretta 92, SIG 226
- .40 S&W:  Glock 22, S&W Model 4006, Beretta 96, SIG 226

Aus dem Karabiner dürfen aus Sicherheitsgründen keine Patronen mit Aluminiumhülse verschossen werden.
Als Zubehör sind vom Hersteller u. a. lieferbar:
Waffentasche, 10-Schuss-Magazine, Halter für Ersatzmagazin (an der Schulterstütze zu befestigen), Picatinny-Schiene, kurzer Handschutz, Zielfernrohrbefestigung